# 바유다 사막

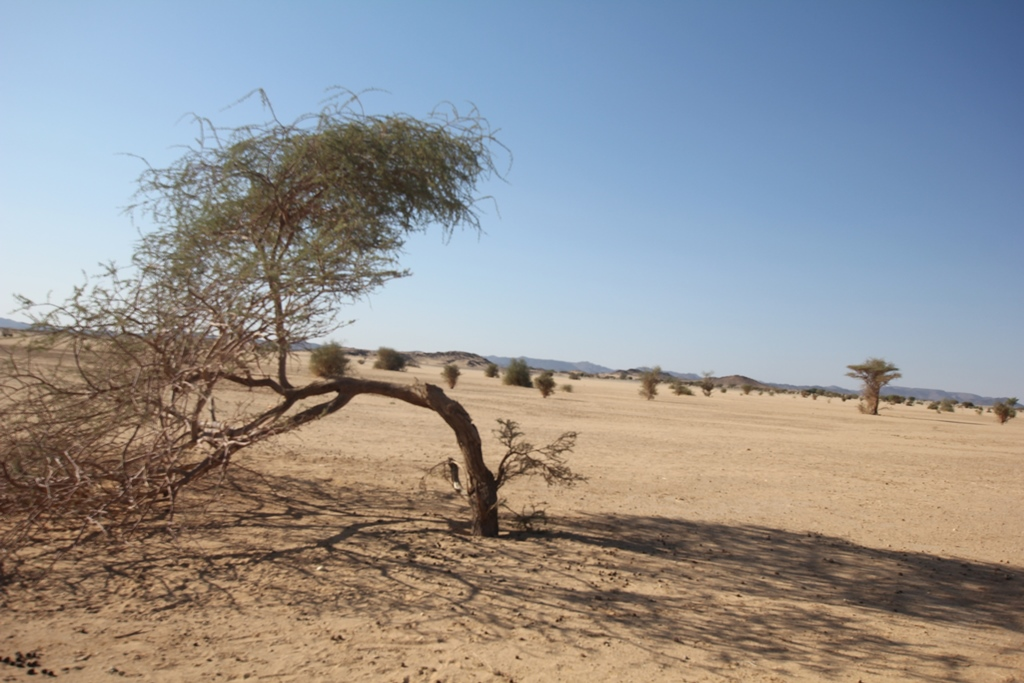

북위 18° 33°E에 위치한 바유다 사막(Bayuda Desert)은 사하라 사막의 동부 지역에 위치하며, 수단 북동부 약 100,000km2에 걸쳐 옴두르만 북쪽, 코르티 남쪽에 걸쳐 있으며 북쪽으로는 나일강의 대굴곡에 둘러싸여 있다. 동쪽과 남쪽은 서쪽의 와디 무카담(Wadi Muqaddam)에 의해 제한된다. 북쪽에서 남쪽으로 정렬된 와디 아부 돔(Wadi Abu Dom)은 바유다 사막을 동쪽의 바유다 화산지대와 바위 노두가 흩어져 있는 서쪽의 황토색 모래층으로 나눈다.
오늘날에는 10월부터 3월까지 금 채굴이 이루어지며, 노동자들은 와디와 얕은 광산에서 발견되는 금석 석영을 작업한다. 이러한 작업은 일반적으로 이전에 이집트 신왕국과 초기 아랍 시대에 작업되었던 지역에서 이루어진다. 2020년 7월, 금 사냥꾼들이 자발 마라가(Jabal Maragha) 고고학 유적지에서 중장비를 사용하여 거대한 도랑을 파서 파괴한 것으로 밝혀졌다. 금 채굴자들은 체포되어 장비를 압수했으나 나중에 혐의 없이 석방되었다.